# Arcosa

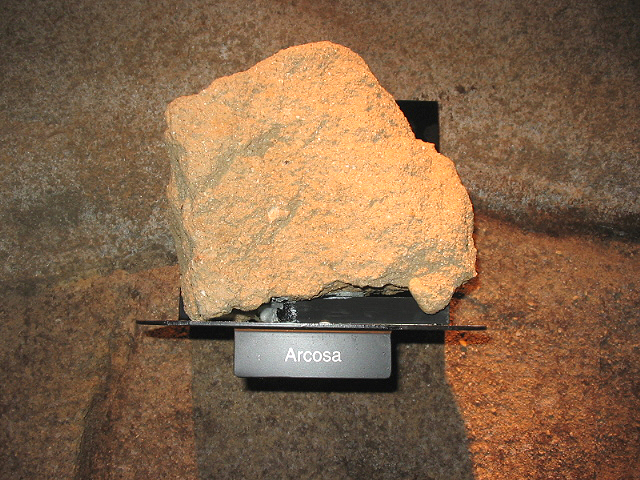
Arcosa.

La arcosa es un tipo de arenisca, de grano mal redondeado, con un mínimo de 25 % de feldespato, llamada por ello arenisca feldespática. Deriva de una erosión rápida de rocas ígneas o metamórficas.
Tiene buenas características mecánicas, admitiendo taludes verticales, pero cambia radicalmente al mojarse, convirtiéndola en un material pastoso que presenta grandes problemas en la construcción.
No es factible utilizarla como árido para hormigones, en carreteras, como balasto para ferrocarril y menos aún como escollera. Tampoco es recomendable utilizarla en los cimientos pues es difícil asegurar que los cimientos no lleguen a tener agua en algún momento.